# ジャン2世 (ブラバント公)
ジャン2世（蘭：Jan II van Brabant、仏：Jean II de Brabant, 1275年9月27日 - 1312年10月27日）は、ブラバント公（在位：1294年 - 1312年）。ジャン1世とフランドル伯ギー・ド・ダンピエールの娘マルグリットの子。

## 生涯
1290年、イングランド王エドワード1世とエリナー・オブ・カスティルの娘マーガレットと結婚した。この結婚でイングランドの支援を得てエノー伯を侵略、ジャン2世を捕虜にしたが、子のギヨーム1世の反撃を受けて征服地を奪回された。
1312年に死去、マーガレットとの間の一人息子ジャン3世（1300年 - 1355年）が後を継いだ。